# La Baume
La Baume é uma comuna francesa na região administrativa de Auvérnia-Ródano-Alpes, no departamento de Alta Saboia. Estende-se por uma área de 16,91 km². Em 2010 a comuna tinha 327 habitantes (densidade: 19,3 hab./km²).